# Ustașa
Ustașa (în croată ustaša înseamnă răsculat, insurgent) a fost mișcare fascistă, ultranaționalistă, teroristă și separatistă croată înființată în 1929 de avocatul Ante Pavelić, cu puțin timp înainte de instaurarea de către regele Alexandru I în Iugoslavia a unui regim forte, ce accentua dominația sârbă. Numele original al organizației a apărut în aprilie 1931 ca Ustaša - Hrvatska Revolucionarna Organizacija sau UHRO (Ustașa - Organizația Revoluționară Croată), în 1933 a fost redenumit Ustaša - Hrvatski Pokret Revolucionarni (Ustaša - Mișcarea Revoluționară Croată).
Ustașii au fost răspunzători de asasinarea regelui iugoslav Alexandru la Marsilia în 1934. Asasinatul s-a înfăptuit cu sprijinul autorităților de la Roma și Budapesta, în strânsă colaborare cu mișcarea de extremă dreaptă macedoneană VMRO, aflată sub tutela guvernului militar de la Sofia, Bulgaria.
Ustașa reprezintă o formațiune de extremă dreapta, șovinistă, antisârbească și antisemită.

## Ustașii în timpul războiului mondial
În timpul celui de-Al doilea război mondial, după ocupația nazistă a Iugoslaviei, ustașii au obținut crearea unui stat croat independent, protejat de germani și italieni. Guvernarea lui Ante Pavelić și a Ustașei a durat doar 60 de luni și este marcată de represalii antisârbești, antiromânești (împotriva aromânilor/vlahilor prezenți pe teritoriul Iugoslaviei și controlat de puterile Axei), antisemite și antirrome. Conform teoriei rasiale ale ustașilor, atât vlahii/românii, cât și sârbii făceau parte din aceeași "rasă degenerată". Teroarea ustașă s-a manifestat și împotriva croaților care se opuneau alianței cu puterile Axei. Trupele ustașe vor fi angrenate într-un crunt război civil împotriva partizanilor lui Iosip Broz Tito și a regaliștilor sârbi conduși de colonelul Dragoljub "Draža" Mihailović⁠(d). 
Înfrângerea de la Stalingrad marchează începutul sfârșitului pentru regimul lui Pavelić. Mussolini și fascismul italian sunt înlăturați de la putere în iulie 1943, iar noul guvern semnează armistițiul cu Aliații. Armata germană pierde inițiativa pe frontul de răsărit și se apropie cu pași repezi de colaps. În aceste condiții, la Zagreb se urzește un complot. Vokić, ministrul apărării, Loković, ministrul de interne, și Maček, liderul Partidului Țărănesc, ajung la un acord privind constituirea unui triumvirat condus de arhiepiscopul Stepinac. Triumviratul urma să decidă dizolvarea unităților militare ustașe și stabilirea de contacte cu britanicii. În prealabil, Pavelić trebuia expediat, în exil, în Elveția.
Autoritatea lui Pavelić se diminuează treptat, el controlând în iarna anului 1943-1944, după capitularea Italiei, doar un teritoriu de 150 km în jurul Zagrebului. Ocupația germană s-a extins până la țărmurile Dalmației. De teamă, își exercită autoritatea prin teroare și nu poate stăpâni abuzurile propriei sale poliții secrete.

## Sfârșitul Războiului
Pavelić trimite emisari la cartierele generale britanic și american, cu scopul de a încerca salvarea statului croat, dar nu primește nici un răspuns. În seara zilei de 6 mai 1945, după 60 de luni de guvernare, Pavelić părăsește Zagrebul. Orașul este asediat de trupele de partizani ale lui Tito. După două zile, este cucerit. Coloane masive de ustași, aproape 100.000 de militari, cu neveste și copii, înaintează spe localitatea austriacă de graniță Bleiburg⁠(d), unde ajunge la 13 mai, și sunt încercuite de britanici și partizani. Britanicii le refuză dreptul de trecere. La 15 mai, sunt capturați de partizani. Bărbații sunt executați, după o procedură sumară, în timp ce femeile și copiii sunt internați în lagăre de concentrare.
Dispărut din 6 mai 1945, Pavelic reușește să treacă Alpii în Austria. Deghizat, dispare în munți. După o călătorie lungă, plină de peripeții, reușește să ajungă în Argentina, unde îl regăsește pe vechiul camarad și prieten fidel, Kvaternik. Pavelić a lucrat în calitate de consilier de securitate națională al dictatorului argentinian Juan Perón. Acolo el a format un „guvern în exil“, dar acest lucru nu a fost recunoscută de nici un stat. În 1959 se stinge din viață.
După victoria în război a partizanilor iugoslavi, mulți ustași au fugit în străinătate. Cu toate că mulți ustași erau vinovați pentru infracțiuni în timpul războiului, au fost totuși asistați în evadarea lor de către Biserica Romano-Catolică croată, prin coridoare clandestine, zburând spre Spania, America de Sud, Canada și spre unele state arabe. 

## Ustașii în epoca postbelică
În anii '60 și '70 ustașii au organizat numeroase atentate anti-iugoslave. De asemenea, în Germania de Vest, în sprijinul ustașilor exilați au intervenit Serviciile Federale de Informații (BND), ajutându-se reciproc în numeroasele atacuri comise împotriva autorităților comuniste iugoslave.  

## Memoria

### Croația modernă
Încercând să unifice sprijinul pentru independența Croației, Franjo Tuđman, primul președinte al Croației, a susținut spre sfârșitul anilor 1980 „pomirba”, adică reconcilierea națională între Ustaše și partizani. Aceasta a dus la o revitalizare a ideilor, simbolurilor și saluturilor pro-Ustaše, în rândul dreptei politice croate. După independența Croației, în anii 1990, unele străzi au ajuns să poarte numele unor lideri din Ustaše, cum ar fi Mile Budak⁠(d) și Jure Francetić⁠(d). Deși unele dintre acestea au fost înlăturate ulterior, Radio Europa Liberă consemna că, din cele circa 20 de străzi denumite după Mile Budak în anii 1990, circa jumătate încă mai purtau acest nume în Croația anului 2019.
Organizațiile sârbești și evreiești, antifasciștii și istoricii croați, precum și unii observatori internaționali, au avertizat în mod repetat împotriva revizionismului din Croația, care caută să minimizeze crimele organizației Ustaše, și chiar celebrează regimul Ustaše. Exemple recente reprezintă publicarea unei cărți închinate „cavalerului croat”, Maks Luburic⁠(d), care, în calitate de șef al lagărelor de concentrare Ustaše, s-a făcut responsabil pentru peste 100.000 de morți, în timpul genocidurilor Ustaše împotriva evreilor, sârbilor și romilor; dar și un documentar care minimiza morțile în rândul copiilor din lagărele de concentrare Ustaše. Cartea despre Luburic a fost promovată cu ajutorul Bisericii Catolice din Croația, și a unor surse ecleziastice ce minimizau morțile în rândul copiilor din lagărele de concentrare. Istoricii croați au consemnat că biserica a jucat un rol important în promovarea revizionismului și minimizarea crimelor Ustaše. În 2013, ziarul arhiepiscopiilor catolice croate, Glas Koncila, a publicat un serial despre Jasenovac, realizat de negaționistul crimelor de la Jasenovac Igor Vukic, care susține că Jasenovac ar fi fost „doar un lagăr de muncă”, unde nu a avut loc nicio execuție în masă. În 2015, liderul Conferinței Episcopilor Croați a cerut ca salutul Ustaše Za dom spremni să fie adoptat de armata croată.
Fanii echipelor croate de fotbal au scandat în mod repetat salutul Ustaše, „Za dom spremni⁠(d)”, motiv pentru care FIFA și UEFA au aplicat în mod repetat pedepse împotriva Federației Croate de Fotbal, pentru scandări fasciste. În 2014, fotbalistul croat Josip Šimunić a fost suspendat de la Cupa Mondială FIFA pentru că a instigat un stadion plin de fani să execute salutul Ustaše.
În 2014, primarul de atunci al Splitului a dezvelit un monument dedicat brigăzii HOS din anii 1990 denumit „Cavalerul Rafael Boban⁠(d)”, după comandantul Ustaše, monument ce cuprinde emblema HOS cu salutul Ustaše Za dom spremni. De atunci, HOS a organizat comemorări anuale la acest monument pe 10 aprilie (aniversarea fondării Statului Independent al Croației), în care participanți în uniforme negre scandau salutul Ustaše Za dom spremni.
În 2016, organizația veteranilor de război din Croația, HOS, a așezat la lagărul de concentrare Jasenovac o placă cu salutul Za dom spremni. În ciuda protestelor diferitelor organizații, ea a fost lăsată acolo până când a atras atenția trimisului special al Departamentului de Stat al SUA pentru probleme ale Holocaustului, la insistențele căruia guvernul a mutat-o într-un oraș din apropiere. Ca urmare a acestui eveniment, și a acuzațiilor de toleranță față de minimizarea crimelor Ustaše de către guvern, grupările evreiești, sârbe și croate de rezistență din al Doilea Război Mondial au refuzat să apară împreună cu reprezentanții guvernului la comemorările anuale de la Jasenovac.
În 2019, guvernul austriac a adoptat o lege prin care se interzicea expunerea de simboluri Ustaše, pe care le punea pe același plan cu simbolurile naziste, în mare parte ca urmare a utilizării acestora de către naționaliștii croați la comemorările anuale de la Bleiburg⁠(d), sponsorizate de guvernul croat, la care poliția austriacă a arestat în mod repetat naționaliști croați pentru folosirea saluturilor nazist și fascist. Trei europarlamentari austrieci au afirmat despre ceremonia de la Bleiburg, la care participă zeci de mii de croați, că este „cea mai mare adunare fascistă din Europa”. Biserica Catolică din Austria a interzis o liturghie a catolicilor croați la Bleiburg deoarece „liturghia de la Bleiburg a devenit parte a unei manifestări instrumentalizate politic care fac parte dintr-un ritual național-politic ce slujește la interpretarea selectivă a istoriei”, adăugând că folosește eronat „o slujbă religioasă în scopuri politice, fără a se distanța de viziunea fascistă”.

### Utilizarea de către naționaliștii sârbi
După sfârșitul celui de al Doilea Război Mondial, istoricii sârbi, au utilizat Ustaše pentru a promova faptul că sârbii au rezistat împotriva Axei, în timp ce croații și bosniacii au susținut-o. Ustaše nu avea însă, în realitate, prea mult sprijin în rândul croaților obișnuiți, și nu a dobândit niciodată vreo susținere semnificativă în rândul populației. Regimul Ustaše era susținut de părți ale populației croate care, în perioada interbelică, se simțea oprimată în Iugoslavia condusă de sârbi. Mare parte din simpatia pe care a obținut-o prin crearea unui stat național croat s-a pierdut din cauza practicilor brutale pe care le-a folosit. În anii 1980, istoricii sârbi au produs multe lucrări despre convertirile forțate ale sârbilor la catolicism în Croația regimului Ustaše din timpul celui de al Doilea Război Mondial. Aceste dezbateri între istorici au devenit fățiș naționaliste și au ajuns și în mass-media. Istoricii din Belgradul anilor 1980, apropiați guvernului, apăreau adesea seara la televiziune pentru a discuta detalii reale sau inventate ale genocidului Ustaše împotriva sârbilor în al Doilea Război Mondial. Clerici și naționaliști sârbi îi acuzau pe toți croații de crimele comise de Ustaše, și de planificarea uni genocid împotriva sârbilor. Aceste activități de propagandă aveau ca scop justificarea crimelor planificate și purificărilor etnice ce urmau a avea loc în Croația.

## Vezi și
- Cetnici
- Partizanii iugoslavi
- Statul Independent al Croației
- Genocidul sârbilor din Statul Independent al Croației⁠(en)[traduceți]
- Holocaustul în Statul Independent al Croației⁠(en)[traduceți]
- Al Doilea Război Mondial în Iugoslavia⁠(en)[traduceți]
- Organizația Revoluționară Internă Macedoneană⁠(en)[traduceți] (V.M.R.O.)
- Partidul Fascist Albanez
- Balli Kombëtar⁠(en)[traduceți]
- Vulnetari⁠(en)[traduceți]
- Divizia 21 de Munte Waffen SS Skanderbeg (prima albaneză)⁠(en)[traduceți]